# Međuumrežavanje
Međuumrežavanje je praksa povezivanja računarske mreže sa drugim računarskim mrežama uz korišćenje prolaza koje omogućavaju rutiranje (usmeravanje / preusmeravanje) informacije paketa između mreža. Rezultujući sistem međusobno povezanih mreža naziva se  međumreža ili samo mreža, ili jednostavno internet(sa malim "i", Internet sa velikim "I" podrazumeva globalnu mrežnu povezanost).
Najznačajniji primer međuumrežavanja je Internet, mreža svih mreža koja se zasniva na mnoštvu osnovnih mrežnih tehnologija , ali je objedinjuje standard za mrežni protokol, obično poznat kao TCP/IP protokol. Koji je nastao kao uprošćena verzija OSI referentnog modela.
Najlakši načina kako bi se shvatio termin interneta (internetwork) (međumrežni sistem, ne Internet kao globalna računarska mreža odnosno WWW), je da spojite dve ili više lokalnih mreža poznate kao LAN sa Ruterom . Jednostavnim povezivanjem komutatora ili huba kako bi se  povezale dve ili više mreža u jednu  mrežu, ne implicira međuumrežavanje, to samo proširuje lokalnu mrežu(LAN).

## Povezanost mreža
Međuumrežavanje je počeo kao načina kako bi se povezale različite mrežne tehnologije, ali je uskoro postalo rasprostranjeno razvojnom potrebom da se više manjih lanova poveže preko neke vrste WANa. odnosno regionalne računarske mreže.  
Definicija međuumrežavanja danas obuhvata konekciju drugih tipova računarskih mreža kao sto su PAN mreže ili poznata pod nazivom lična računarska mreža.  
Mrežni elementi koji se koriste kako bih povezali individualne mreže u ARPANETu, prethodniku Interneta, su se prvobitno zvali međumrežni prolazi, ali taj termin je zastareo, zbog fundamentalne razlike i moguće konfuzije sa današnjom upotrebom te reči koja omogućava izlaz na Internet. U današnje vreme koristimo termin ruter, koji nam omogućava međumrežnu konekciju dve različite mreže, samim tim i izlaz na Internet (Podrazumevano da mreža o kojoj je reč ima omogućene usluge Internet servis provajdera). 
Drugi tip povezanosti mreža često se javlja unutar sloja veze mrežnog modela, npr. na sloju mreže, odnosi se na sloj ispod TCP/IP logičkog interfejsa. Ovakva povezanost se postiže uz pomoć mostova ili svičeva. Ovakav tip povezanosti se nekada nepravilno koristi kao međumreža, ustvari rezultujući sistem je prosto veća individualna podmreža. Međutim, jedna računarska mreža se može konvertovati u manje podmreže deleći već postojeću mrežu u manje segmente i logički deliti saobraćaj segmenata uz pomoć rutera.
Internet protokol je tako dizajniran da omogućava nepouzdan prenos paketa preko mreže. Arhitektura izbegava prelazne elemente mreže održavajući bilo koje stanje iste. Umesto toga, ova funkcija se dodeljuje krajnjim tačkama komunikacione sesije.
Kako bi se podaci pouzdano prebacivali, aplikacija mora da koristi odgovarajući protokol kao što je transmisoni kontrolni protokol (TCP), koji omogućava pouzdan protok. Neke aplikacije koriste i prostiji oblik protokola bez uspostavljanja veze UDP (protokol), za zadatke koji ne zahtevaju pouzdan prenos podataka ili koji zahtevaju real-tajm servise, kao sto je video-stream. 

## Mrežni modeli
Arhitektura dva modela se uobičajeno koriste kako bi se opisali protokoli i metode korišćenje u međusobnom povezivanju mreža, odnosno međuumrežavanju.
OSI model (eng. Open System Interconnected) je detaljniji, i zadatak komunikacije deli na 7 slojeva, pri čemu je predviđeno da  na svakom sloju postoje prtokoli koji implementiraju funkcionalnost koja se očekuje na tom nivou. Zbog detaljnijeg opsia, i više slojeva odnosno protokola koji su potrebni, OSI model je teži za implementaciju i danas se koristi samo kao referentni model, odnosno model za diskutovanje i analizu drugih modela.
TCP/IP model je јеdnostavniji i danas je u širokoj upotrebi. TCP/IP familija protokola predstavlja osnov za izgradnju globalne računarske mreže - Interneta.